# Sanad Bushara Abdel-Nadif
Sayed Sanad Bushara Abdel-Nadif Abdalla (arab. سند بشارة عبد النظيف; ur. w 1947) – sudański piłkarz grający na pozycji pomocnika, olimpijczyk. Złoty medalista Pucharu Narodów Afryki 1970.
28 sierpnia 1972 zagrał w pierwszym spotkaniu olimpijskim, w którym rywalem byli piłkarze Meksyku. Jego reprezentacja przegrała 0–1. Wystąpił również w dwu kolejnych spotkaniach: w przegranym 1–2 meczu ze Związkiem Radzieckim, oraz w ostatniej potyczce grupowej z drużyną Birmy, również przegranej (0–2). Sudańczycy odpadli z turnieju po fazie grupowej.
Pojawił się również w obu spotkaniach eliminacyjnych do mistrzostw świata w 1974 roku.
W 1970 roku znalazł się w kadrze podczas Pucharu Narodów Afryki rozgrywanego w Sudanie. Sudańczycy zdobyli złoty medal, Abdel-Nadif zagrał wyłącznie w spotkaniu finałowym. Zagrał również w trzech meczach grupowych kolejnych mistrzostw kontynentu, jednak Sudan odpadł po fazie grupowej. W spotkaniu z drużyną Zairu został zmieniony w 63. minucie przez El-Sheikha, z kolei przeciwko Kongijczykom opuścił boisko w 69. minucie, jego zmiennikiem okazał się Kassala Hussein. W Pucharze Narodów Afryki 1976 również wystąpił w trzech potyczkach (Sudan ponownie nie wyszedł z grupy).